# Цзян Їтін
Цзян Їтін (1 серпня 2004, Путянь, Фуцзянь) — китайська стрільчиня, бронзова призерка Олімпійських ігор 2024 року.

## Виступи на Олімпіадах
| Олімпіада  | Дисципліна  | Місце |
| ---------- | ----------- | ----- |
| Париж 2024 | скит        | 10    |
| Париж 2024 | скит, мікст | 3     |